# Clara Barker
Clara Michelle Barker est une ingénieure et spécialiste de science des matériaux britannique. En 2017, elle reçoit le prix Points of Light du bureau du Premier ministre britannique pour son travail bénévole de sensibilisation aux problèmes des LGBT.

## Carrière et recherches
Barker soutient sa thèse sur le revêtement en couches minces à l'Université métropolitaine de Manchester. Elle occupe ensuite un poste post-doctoral aux Laboratoires fédéraux suisses pour la science et la technologie des matériaux (EMPA) en Suisse pendant quatre ans, avant de rejoindre l’Université d'Oxford, où elle gère le Centre de supraconductivité appliquée au sein du Département des matériaux. Elle est également présidente du groupe consultatif LGBT+ de l'université,,.

## Militantisme LGBT+
Barker est une femme transgenre et une défenseure de la diversité LGBT + et des femmes dans les sciences,,. Elle travaille avec deux groupes de jeunes dans l’Oxfordshire, Topaz et My Normal. Elle donne également des cours  dans les écoles locales à propos de Stonewall et a aidé le conseil municipal d'Oxford à mener une initiative contre le harcèlement homophobique, biphobique et transphobique,. En 2017, elle est présentée lors  d’une campagne publicitaire pour la journée internationale de visibilité trans. Elle a également dirigé la promotion du projet Out in Oxford, projet qui met en valeur les artefacts LGBT+ dans les musées. Elle a donné de nombreuses conférences sur la visibilité et la diversité LGBT+ dans les domaines scientifiques et techniques,. En décembre 2018, Barker donne une conférence TEDx intitulée « Why we need to build trust to create diversity in institutions » (Pourquoi avons nous besoin de confiante pour construire de la diversité dans les institutions). Elle apparaît également sur la BBC et sur Sky News pour parler des droits des transgenres,.
Barker reçoit plusieurs prix pour son militantisme. En 2017, elle est la 795e personne à recevoir le prix Points of Light pour son travail avec Out in Oxford,.
En 2018, elle remporte le prix de la championne individuelle/modèle du personnel dans le cadre des prix de la diversité du vice-chancelier de l'Université d'Oxford,.